# Henri Place
Pour les articles homonymes, voir Place.
Henri Place, né le 5 avril 1812 à Paris où il est mort le 9 septembre 1880, est un peintre français.

## Biographie
Henri Place est un banquier et un peintre paysagiste, élève d'Eugène Isabey.
Il a participé aux Salons à partir de 1846. Il a obtenu la médaille de 3e classe au Salon de 1847 et une médaille de 2e classe au Salon de 1848. Il a exposé à l'Exposition universelle de 1855.
Il aurait été nommé chevalier de la Légion d'honneur le 2 janvier 1855.
Le château de Dieppe conserve son tableau Les Falaises d'Étretat.

## Œuvres exposées aux Salons
- 1846 : Falaise d'Étretat.
- 1847 : Vue du pont d'Espagne, près Cauterets (Hautes-Pyrénées) ; Barque de pêcheur, dans le fond le port et la ville de Saint-Sébastien.
- 1848 : Vue du Pic du Midi, de Pau (Basses-Pyrénées) , Environs de Cherbourg.
- 1849 : Vue prise au Rosenlaui (canton de Berne) ; Marine ; Marine, falaise de Douvres.
- 1855 : deux Nature mortes, Souvenir d'Étretat.